# Mangaåret 2004

## Mangaserier på svenska
Följande är en lista på mangaserier som kom ut på svenska med en eller flera delar under år 2004.
| Titel                   | Volymer      | Förlag          |
| Beyblade                | 1-2          | (okänt)         |
| D.N.Angel               | 3-7          | Bonnier Carlsen |
| Frestelser              | 1            | (okänt)         |
| Kajika                  | 1 (komplett) | Bonnier Carlsen |
| Love Hina               | 1-2          | Bonnier Carlsen |
| Mästerdetektiven Conan  | 1-4          | Egmont Kärnan   |
| Neon Genesis Evangelion | 1            | Bonnier Carlsen |
| One Piece               | 11-22        | Bonnier Carlsen |
| Ranma 1/2               | 3-14         | Egmont Kärnan   |
| Tokyo Mew Mew           | 1-3          | Bonnier Carlsen |
| Yu-Gi-Oh!               | 1-6          | Bonnier Carlsen |

## Mangatidningar på svenska
| Titel       | Volymer | Förlag          |
| Manga Mania | 1-10    | Bonnier Carlsen |
| Shonen Jump | 1-2     | Bonnier Carlsen |
| Digimon     | 1-6     | (okänt)         |
| Beyblade    | (okänt) | (okänt)         |

## Övrig manga på svenska
- En gratis smygtitt på Shonen Jump (reklamtidning, 16 sidor, utkast ur Shonen Jumps serier)
- Teckna Dragonball Z av Akira Toriyama

## Pseudomanga på svenska
Följande är en lista på pseudomanga som kom ut på svenska med en eller flera delar under år 2004. 
| W.i.t.c.h. Sagan | 4-6 |

- Usagi Yojimbo: Samuraj (seriealbum)
- W.i.t.c.h. 1-12/2004
- Monster Allergy 1-?/2004